# This Town (Niall Horan)
"This Town" is het debuutnummer van de Ierse zanger Niall Horan en werd op 29 september 2016 door Capitol Records uitgebracht. De bijhorende videoclip van een liveoptreden verscheen op dezelfde dag.
Het nummer is geschreven door Horan, Jamie Scott, Mike Needle en Daniel Bryer en is geproduceerd door Greg Kurstin. Het werd een internationale hit.

## Hitnoteringen

### Nederlandse Top 40
| Hitnotering: 15-10-2016 t/m 01-04-2017 | Hitnotering: 15-10-2016 t/m 01-04-2017 | Hitnotering: 15-10-2016 t/m 01-04-2017 | Hitnotering: 15-10-2016 t/m 01-04-2017 | Hitnotering: 15-10-2016 t/m 01-04-2017 | Hitnotering: 15-10-2016 t/m 01-04-2017 | Hitnotering: 15-10-2016 t/m 01-04-2017 | Hitnotering: 15-10-2016 t/m 01-04-2017 | Hitnotering: 15-10-2016 t/m 01-04-2017 | Hitnotering: 15-10-2016 t/m 01-04-2017 | Hitnotering: 15-10-2016 t/m 01-04-2017 | Hitnotering: 15-10-2016 t/m 01-04-2017 | Hitnotering: 15-10-2016 t/m 01-04-2017 | Hitnotering: 15-10-2016 t/m 01-04-2017 | Hitnotering: 15-10-2016 t/m 01-04-2017 | Hitnotering: 15-10-2016 t/m 01-04-2017 | Hitnotering: 15-10-2016 t/m 01-04-2017 | Hitnotering: 15-10-2016 t/m 01-04-2017 | Hitnotering: 15-10-2016 t/m 01-04-2017 | Hitnotering: 15-10-2016 t/m 01-04-2017 | Hitnotering: 15-10-2016 t/m 01-04-2017 | Hitnotering: 15-10-2016 t/m 01-04-2017 | Hitnotering: 15-10-2016 t/m 01-04-2017 | Hitnotering: 15-10-2016 t/m 01-04-2017 | Hitnotering: 15-10-2016 t/m 01-04-2017 | Hitnotering: 15-10-2016 t/m 01-04-2017 | Hitnotering: 15-10-2016 t/m 01-04-2017 |
| Week:                                  | 1                                      | 2                                      | 3                                      | 4                                      | 5                                      | 6                                      | 7                                      | 8                                      | 9                                      | 10                                     | 11                                     | 12                                     | 13                                     | 14                                     | 15                                     | 16                                     | 17                                     | 18                                     | 19                                     | 20                                     | 21                                     | 22                                     | 23                                     | 24                                     | 25                                     |                                        |
| -------------------------------------- | -------------------------------------- | -------------------------------------- | -------------------------------------- | -------------------------------------- | -------------------------------------- | -------------------------------------- | -------------------------------------- | -------------------------------------- | -------------------------------------- | -------------------------------------- | -------------------------------------- | -------------------------------------- | -------------------------------------- | -------------------------------------- | -------------------------------------- | -------------------------------------- | -------------------------------------- | -------------------------------------- | -------------------------------------- | -------------------------------------- | -------------------------------------- | -------------------------------------- | -------------------------------------- | -------------------------------------- | -------------------------------------- | -------------------------------------- |
| Positie:                               | 28                                     | 23                                     | 25                                     | 29                                     | 26                                     | 19                                     | 27                                     | 29                                     | 33                                     | 29                                     | 24                                     | 21                                     | 18                                     | 24                                     | 20                                     | 14                                     | 12                                     | 12                                     | 15                                     | 18                                     | 23                                     | 24                                     | 28                                     | 36                                     | 38                                     | uit                                    |

### NederlandseSingle Top 100
| Hitnotering (Week 1 t/m 32): 08-10-2016 t/m 13-05-2017 Hitnotering (Week 33): 10-06-2017 | Hitnotering (Week 1 t/m 32): 08-10-2016 t/m 13-05-2017 Hitnotering (Week 33): 10-06-2017 | Hitnotering (Week 1 t/m 32): 08-10-2016 t/m 13-05-2017 Hitnotering (Week 33): 10-06-2017 | Hitnotering (Week 1 t/m 32): 08-10-2016 t/m 13-05-2017 Hitnotering (Week 33): 10-06-2017 | Hitnotering (Week 1 t/m 32): 08-10-2016 t/m 13-05-2017 Hitnotering (Week 33): 10-06-2017 | Hitnotering (Week 1 t/m 32): 08-10-2016 t/m 13-05-2017 Hitnotering (Week 33): 10-06-2017 | Hitnotering (Week 1 t/m 32): 08-10-2016 t/m 13-05-2017 Hitnotering (Week 33): 10-06-2017 | Hitnotering (Week 1 t/m 32): 08-10-2016 t/m 13-05-2017 Hitnotering (Week 33): 10-06-2017 | Hitnotering (Week 1 t/m 32): 08-10-2016 t/m 13-05-2017 Hitnotering (Week 33): 10-06-2017 | Hitnotering (Week 1 t/m 32): 08-10-2016 t/m 13-05-2017 Hitnotering (Week 33): 10-06-2017 | Hitnotering (Week 1 t/m 32): 08-10-2016 t/m 13-05-2017 Hitnotering (Week 33): 10-06-2017 | Hitnotering (Week 1 t/m 32): 08-10-2016 t/m 13-05-2017 Hitnotering (Week 33): 10-06-2017 | Hitnotering (Week 1 t/m 32): 08-10-2016 t/m 13-05-2017 Hitnotering (Week 33): 10-06-2017 | Hitnotering (Week 1 t/m 32): 08-10-2016 t/m 13-05-2017 Hitnotering (Week 33): 10-06-2017 | Hitnotering (Week 1 t/m 32): 08-10-2016 t/m 13-05-2017 Hitnotering (Week 33): 10-06-2017 | Hitnotering (Week 1 t/m 32): 08-10-2016 t/m 13-05-2017 Hitnotering (Week 33): 10-06-2017 | Hitnotering (Week 1 t/m 32): 08-10-2016 t/m 13-05-2017 Hitnotering (Week 33): 10-06-2017 | Hitnotering (Week 1 t/m 32): 08-10-2016 t/m 13-05-2017 Hitnotering (Week 33): 10-06-2017 | Hitnotering (Week 1 t/m 32): 08-10-2016 t/m 13-05-2017 Hitnotering (Week 33): 10-06-2017 | Hitnotering (Week 1 t/m 32): 08-10-2016 t/m 13-05-2017 Hitnotering (Week 33): 10-06-2017 | Hitnotering (Week 1 t/m 32): 08-10-2016 t/m 13-05-2017 Hitnotering (Week 33): 10-06-2017 |
| Week:                                                                                    | 1                                                                                        | 2                                                                                        | 3                                                                                        | 4                                                                                        | 5                                                                                        | 6                                                                                        | 7                                                                                        | 8                                                                                        | 9                                                                                        | 10                                                                                       | 11                                                                                       | 12                                                                                       | 13                                                                                       | 14                                                                                       | 15                                                                                       | 16                                                                                       | 17                                                                                       | 18                                                                                       | 19                                                                                       | 20                                                                                       |
| ---------------------------------------------------------------------------------------- | ---------------------------------------------------------------------------------------- | ---------------------------------------------------------------------------------------- | ---------------------------------------------------------------------------------------- | ---------------------------------------------------------------------------------------- | ---------------------------------------------------------------------------------------- | ---------------------------------------------------------------------------------------- | ---------------------------------------------------------------------------------------- | ---------------------------------------------------------------------------------------- | ---------------------------------------------------------------------------------------- | ---------------------------------------------------------------------------------------- | ---------------------------------------------------------------------------------------- | ---------------------------------------------------------------------------------------- | ---------------------------------------------------------------------------------------- | ---------------------------------------------------------------------------------------- | ---------------------------------------------------------------------------------------- | ---------------------------------------------------------------------------------------- | ---------------------------------------------------------------------------------------- | ---------------------------------------------------------------------------------------- | ---------------------------------------------------------------------------------------- | ---------------------------------------------------------------------------------------- |
| Positie:                                                                                 | 33                                                                                       | 34                                                                                       | 36                                                                                       | 30                                                                                       | 29                                                                                       | 26                                                                                       | 26                                                                                       | 24                                                                                       | 32                                                                                       | 34                                                                                       | 40                                                                                       | 32                                                                                       | 50                                                                                       | 42                                                                                       | 37                                                                                       | 37                                                                                       | 41                                                                                       | 44                                                                                       | 43                                                                                       | 34                                                                                       |
| Week:                                                                                    | 21                                                                                       | 22                                                                                       | 23                                                                                       | 24                                                                                       | 25                                                                                       | 26                                                                                       | 27                                                                                       | 28                                                                                       | 29                                                                                       | 30                                                                                       | 31                                                                                       | 32                                                                                       |                                                                                          | 33                                                                                       |                                                                                          |                                                                                          |                                                                                          |                                                                                          |                                                                                          |                                                                                          |
| Positie:                                                                                 | 29                                                                                       | 42                                                                                       | 65                                                                                       | 62                                                                                       | 95                                                                                       | 89                                                                                       | 97                                                                                       | 68                                                                                       | 89                                                                                       | 85                                                                                       | 100                                                                                      | 100                                                                                      | uit                                                                                      | 99                                                                                       |                                                                                          |                                                                                          |                                                                                          |                                                                                          |                                                                                          |                                                                                          |

### NederlandseMega Top 50
| Hitnotering: 08-10-2016 t/m 27-05-2017 | Hitnotering: 08-10-2016 t/m 27-05-2017 | Hitnotering: 08-10-2016 t/m 27-05-2017 | Hitnotering: 08-10-2016 t/m 27-05-2017 | Hitnotering: 08-10-2016 t/m 27-05-2017 | Hitnotering: 08-10-2016 t/m 27-05-2017 | Hitnotering: 08-10-2016 t/m 27-05-2017 | Hitnotering: 08-10-2016 t/m 27-05-2017 | Hitnotering: 08-10-2016 t/m 27-05-2017 | Hitnotering: 08-10-2016 t/m 27-05-2017 | Hitnotering: 08-10-2016 t/m 27-05-2017 | Hitnotering: 08-10-2016 t/m 27-05-2017 | Hitnotering: 08-10-2016 t/m 27-05-2017 | Hitnotering: 08-10-2016 t/m 27-05-2017 | Hitnotering: 08-10-2016 t/m 27-05-2017 | Hitnotering: 08-10-2016 t/m 27-05-2017 | Hitnotering: 08-10-2016 t/m 27-05-2017 | Hitnotering: 08-10-2016 t/m 27-05-2017 | Hitnotering: 08-10-2016 t/m 27-05-2017 | Hitnotering: 08-10-2016 t/m 27-05-2017 | Hitnotering: 08-10-2016 t/m 27-05-2017 |
| Week:                                  | 1                                      | 2                                      | 3                                      | 4                                      | 5                                      | 6                                      | 7                                      | 8                                      | 9                                      | 10                                     | 11                                     | 12                                     | 13                                     | 14                                     | 15                                     | 16                                     | 17                                     | 18                                     | 19                                     | 20                                     |
| -------------------------------------- | -------------------------------------- | -------------------------------------- | -------------------------------------- | -------------------------------------- | -------------------------------------- | -------------------------------------- | -------------------------------------- | -------------------------------------- | -------------------------------------- | -------------------------------------- | -------------------------------------- | -------------------------------------- | -------------------------------------- | -------------------------------------- | -------------------------------------- | -------------------------------------- | -------------------------------------- | -------------------------------------- | -------------------------------------- | -------------------------------------- |
| Positie:                               | 20                                     | 38                                     | 42                                     | 42                                     | 39                                     | 27                                     | 38                                     | 38                                     | 38                                     | 38                                     | 42                                     | 38                                     | 39                                     | 34                                     | 30                                     | 13                                     | 13                                     | 10                                     | 11                                     | 5                                      |
| Week:                                  | 21                                     | 22                                     | 23                                     | 24                                     | 25                                     | 26                                     | 27                                     | 28                                     | 29                                     | 30                                     | 31                                     | 32                                     | 33                                     | 34                                     |                                        |                                        |                                        |                                        |                                        |                                        |
| Positie:                               | 9                                      | 13                                     | 13                                     | 25                                     | 23                                     | 23                                     | 20                                     | 20                                     | 24                                     | 31                                     | 31                                     | 38                                     | 43                                     | 46                                     | uit                                    |                                        |                                        |                                        |                                        |                                        |

### NPO Radio 2 Top 2000
| Nummer met noteringen in de NPO Radio 2 Top 2000 | '17  | '18  | '19 | '20  | '21  | '22  | '23 | '24 |
| ------------------------------------------------ | ---- | ---- | --- | ---- | ---- | ---- | --- | --- |
| This Town                                        | 1257 | 1477 | -   | 1540 | 1481 | 1233 | 886 | 831 |

1. ↑  Een '-' betekent dat het nummer niet was genoteerd en een vetgedrukt getal geeft de hoogste notering aan.
2. ↑  2017 was het eerste jaar met een notering voor dit nummer.

## Releasedata
| Land             | Releasedatum      | Formaat        | Label   |
| ---------------- | ----------------- | -------------- | ------- |
| Wereldwijd       | 29 september 2016 | Muziekdownload | Capitol |
| Verenigde Staten | 4 oktober 2016    | Radio          | Capitol |